# Acalyptris dominicanus
Acalyptris dominicanus is een vlinder uit de familie van de Nepticulidae. De wetenschappelijke naam van deze soort is voor het eerst gepubliceerd in 2015 door Jonas R. Stonis en Andrius Remeikis. 
De soort komt voor in Dominica.